# جیمی بلچر
جیمی بلچر (انگلیسی: Jimmy Belcher؛ زادهٔ ۳۱ اکتبر ۱۹۳۲) بازیکن فوتبال اهل بریتانیا است.
از باشگاه‌هایی که در آن بازی کرده‌است می‌توان به باشگاه فوتبال مارگیت، باشگاه فوتبال کریستال پالاس، باشگاه فوتبال برنتفورد، باشگاه فوتبال ایپسویچ تاون، باشگاه فوتبال وستهام یونایتد، و باشگاه فوتبال لیتون اورینت اشاره کرد.